# Robert Růžička
Robert Růžička (26. srpna 1897 Rybniště – 23. května 1942 Auschwitz) byl československý důstojník a účastník protinacistického odboje v období druhé světové války zavražděný v koncentračním táboře.

## Život

### Před první světovou válkou
Robert Růžička se narodil 26. srpna 1897 v Rybništi u Varnsdorfu v rodině sklářského mistra. Mezi lety 1908 a 1915 vystudoval německé vyšší gymnázium v Rumburku, kde rovněž odmaturoval.

### První světová válka
Okamžitě po maturitě byl Robert Růžička v roce 1915 odveden do c. a k. armády, základní výcvik prodělal mezi říjnem 1915 a lednem 1916 v Terezíně. Poté byl převelen k mysliveckému praporu do Braunau am Inn, kde absolvoval školu pro důstojníky pěchoty v záloze. V květnu 1916 byl odeslán na frontu, kde bojoval až do konce první světové války. Mezi červnem a zářím 1916 byl po zranění v nemocničním ošetřování.

### Mezi světovými válkami
Do služby v Československé armádě nastoupil Robert Růžička 23. června 1919 a do března 1920 působil jako velitel kulometné čety v Terezíně, následně pak do prosince 1925 v Děčíně, kde kariérně vystoupal až do pozice II. pobočníka velitele praporu. Do ledna 1932 sloužil jako zpravodajský důstojník na velitelství 3. divize v Litoměřicích, poté do září téhož roku jako velitel čety u hraničářského praporu 1 v Podmoklech. Mezi lety 1932 a 1935 studoval na Vysoké škole válečné v Praze, následně do září 1936 působil jako přednosta 2. oddělení štábu 5. divize v Českých Budějovicích a poté jako přednosta 2. oddělení štábu na velitelství III. sboru v Brně. V období všeobecné mobilizace na podzim 1938 vykonával funkci přednosty 2. oddělení štábu velitelství  Hraničního pásma XIV rovněž v Brně. Dosáhl hodnosti majora.

### Druhá světová válka
Po německé okupaci v březnu 1939 a rozpuštění Československé armády nastoupil Robert Růžička jako úředník cenového oddělení Zemského úřadu v Brně. Vstoupil do protinacistického odboje v řadách Obrany národa a společně se škpt. Václavem Bílkem pro ní zorganizoval zpravodajskou síť na jižní Moravě. Současně byl napojen i na organizaci tzv. Schmoranzovy skupiny tiskových tajemníků. Zabýval se i distribucí ilegálních tiskovin, ale od toho bylo upuštěno z důvodu vysokého rizika prozrazení. K tomu i tak došlo, Robert Růžička byl zatčen gestapem 21. prosince 1939 ve svém brněnském bytě. Po krátkém věznění v Brně byl i se svým zástupcem Václavem Bílkem převezen na Pankrác, při brutálních výsleších ale ani jeden z nich nic neprozradil a vlna zatýkání tak skončila u nich a jejich zpravodajská síť mohla nadále pracovat. Robert Růžička byl nadále vězněn v Drážďanech, Cvikově, Gollnowě a berlínské věznici Alt-Moabit. Zde byl pro nedostatek důkazů odsouzen lidovým soudem pouze ke dvěma letům žaláře a po započítání dosavadního věznění měl být za měsíc propuštěn na svobodu. Místo toho byl po skončení trestu znovu odeslán na Pankrác, pak do terezínské Malé pevnosti a poté s poznámkou návrat nežádoucí do koncentračního tábora Auschwitz. Zde byl za nevyjasněných okolností 23. května 1942 zavražděn.

## Rodina
Robert Růžička měl dvě děti. Syn Robert se mu narodil v roce 1922 a dcera Milena, provdaná Přikrylová, v roce 1940 a tedy až po jeho zatčení. Nikdy jí neviděl.

## Posmrtná ocenění
- Robertu Růžičkovi byl in memoriam udělen Československý válečný kříž 1939
- Robert Růžička byl v roce 1946 in memoriam povýšen do hodnosti podplukovníka generálního štábu a následně do hodnosti plukovníka generálního štábu